# Nude Tour
Tournées par Prince
Lovesexy Tour
(1988) Diamonds and Pearls Tour
(1991)
Le Nude Tour est, la tournée de Prince qui a visité le plus de pays. Même si la précédente tournée Lovesexy Tour, a reçu des critiques élogieuses, le coût de financement a été une déception. C'est pourquoi Prince a supprimé une grande partie du matériel utilisé pour permettre moins de perte. Comme pour beaucoup d'autres tournées, Prince a choisi de ne pas faire tout le tour des États-Unis. Dans cette tournée seuls quelques concerts d'échauffements se feront sur le continent et quelques autres rares dates seront ajoutées à la liste. Prince ne va plus faire de tour complet des États-Unis avant 1993 pendant l'Act I Tour.

## Histoire
Contrairement à la tournée précédente, Prince décide de revenir au concert de base en raison du coût trop élevé du matériel pour le Sign o' the Times Tour et le Lovesexy Tour. La liste des chansons sera limitée à ses grands succès des années 1980 et de quelques chansons de l'album Batman et Graffiti Bridge pour que chacune soit jouée dans son intégralité. Dans une volonté de promouvoir l'image des nouveaux arrivants dans le groupe, Prince a éliminé la section cuivre.
Avant le début de la tournée, de nombreuses rumeurs circulaient déclarant Paisley Park au bord de la faillite. Notamment à cause du peu de recette du Sign o' the Times Tour et du Lovesexy Tour en raison du coût important du matériel nécessaire, et du financement du nouveau film de Prince, Graffiti Bridge, qui sera finalement lui aussi un échec. Pour limiter au maximum le budget du film, il sera tourné essentiellement au studio de Paisley Park. Même si le spectacle sera à la hauteur des espérances de tous les fans, les médias ont déclaré que Prince ne remontait sur scène que par obligation financière.
Malgré cette critique et bien que de nombreux artistes fassent le tour de l'Europe et du Japon à cette même période, notamment les Rollings Stones/David Bowie, Prince s'en sera tiré à merveille avec 67 concert à travers le monde dont 80 % à guichet fermé. La partie japonaise sera comme d'habitude celle qui fera le plus de bénéfice avec 5 dates chacune à guichet fermé.
Prince donnera ses premiers concerts sur le sol brésilien et en profite pour en donner un sur le sol argentin. La partie Amérique du sud est elle aussi un succès, Prince jouera devant 100 000 pour les deux dates à la Maracanã et 75 000 pour le stade Antonio Vespucio Liberti. Il ne reviendra au Brésil que 21 ans plus tard. La tournée finit sur 6 dates aux États-Unis dans un cadre très modeste, plutôt réservé à l’exception des concerts dans la ville natale de Prince.

## Faits Divers
- Le concert de Tokyo a été filmé et diffusé par la télévision japonaise puis, il fut diffusé dans un grand nombre d'autres pays avant de faire l'objet d'une sortie en VHS du fait de fortes audiences.
- C'est Doctor Fink lui-même qui s'est chargé d'organiser les répétitions car Prince était occupé la première moitié de l'année à tourner le film Graffiti Bridge.
- Le 24 août, Prince remplit pour la 16e fois l'arène de Wembley, ce qui représente un total de 200 000 spectateurs. Ce fut un record pour cette salle.

## Groupe
- Prince – chants, guitare, piano.
- Miko Weaver – guitare, chants.
- Levi Seacer, Jr. – guitare, chants, basse.
- Doctor Fink – claviers
- Rosie Gaines – chants, orgue, claviers.
- Michael Bland – chants, batterie, percussions
- Tony M., Kirky J. et Damon Dickson AKA The Game Boyz – chants et danse.

Après la stabilité des deux tournées précédentes avec un groupe pratiquement inchangé, plusieurs départs ont forcé Prince à la réorganisation de son groupe. Boni Boyer, Cat Glover, Sheila E. et la section de cuivres de Leeds Eric et Atlanta Bliss ont tous quitté le groupe. Le jeune Michael Bland a été ajouté à la batterie, Rosie Gaines a repris les claviers, orgue et co-voix, et un trio de danseurs connu sous le nom Games Boyz complètent le nouveau groupe. À l'exception de Fink et Miko, ce groupe est à l'origine de la New Power Generation.
L'ajout de The Boyz Game a bouleversé la position musicale de Prince. Le groupe était venu voir Prince pendant le tournage de Purple Rain en 1983 et c'est à partir de là que de nombreuses fois il s'est associé avec Prince. Prince a alors recruté le trio pour la tournée.
Beaucoup de monde s'est interrogé sur la raison qui a poussé Prince à se tourner vers le Hip Hop et le Rap. Quand on sait que Prince avait un avis négatif sur le rap, décrit dans certaines chansons comme Bob George et Dead on It de The Black Album.
En outre, Rosie Gaines se plaignait d'avoir été maltraité par le trio de danse. La tension s'est développée entre Gaines et Prince, car au lieu de sanctionner les danseurs, il a simplement changé Gaines de bus pour les voyages de la tournée.
Après la tournée, les membres restants du groupe The Revolution le guitariste Miko Weaver et le clavier docteur Fink ont quitté le groupe. Le départ de Miko a été particulièrement dramatique. Prince serait devenu jaloux de Miko en raison de sa popularité grandissante auprès des femmes. Durant le début de la tournée, Miko aurait couché avec près de six femmes qui auraient chacune refusé d'aller avec Prince. Peu après, une grande dispute a éclaté, Prince a crié sur Miko et l'a défié de sortir dehors afin qu'il lui casse la gueule, mais Miko a refusé et est finalement revenu finir la tournée.
Le groupe Mavis Staples fera l'ouverture des concerts.

## Programme
1. DAT Intro
2. The Future
3. 1999
4. Housequake
5. Kiss
6. Purple Rain
7. Take Me with U
8. Alphabet St.
9. The Question of U
10. Controversy
11. Ain't No Way
12. Nothing Compares 2 U
13. Batdance
14. Partyman
15. Baby I'm a Star

En plus, Little Red Corvette, Do Me, Baby, Bambi, Smokey Wilson's Don't Make Me Pay for Your Mistakes, Z. Z. Hill's Down Home Blues, Joni Mitchell covers Blue Motel et A Song for U, Jerk Out, Fontella Bass' Rescue Me, Respect, Irresistible Bitch, When Doves Cry, Thieves in the Temple, Venus de Milo, Under The Cherry Moon et Digital Underground's The Humpty Dance ont été ajoutés à la liste de certains concerts.

## Dates des concerts
Avant le début de la tournée, Prince fit 4 concerts d'échauffement. Deux à Paisley Park, le 21 et 24 avril. Un le 30 avril à Minneapolis et un autre à Saint-Paul le 6 mai.
| #        | Date              | Ville            | Pays       | Salle                          | Audience |
| -------- | ----------------- | ---------------- | ---------- | ------------------------------ | -------- |
| Europe   |                   |                  |            |                                |          |
| 1        | 2 juin 1990       | Rotterdam        | Pays-Bas   | Stadion Feijenoord             | 41 000   |
| 2        | 3 juin 1990       | Rotterdam        | Pays-Bas   | Stadion Feijenoord             | 39 920   |
| 3        | 5 juin 1990       | Copenhague       | Danemark   | Gentofte Stadion               | 15 000   |
| 4        | 6 juin 1990       | Kiel             | Allemagne  | Ostseehalle                    | 13 500   |
| 5        | 7 juin 1990       | Hambourg         | Allemagne  | Alsterdorfer Sporthalle        | 7 000    |
| 6        | 9 juin 1990       | Hambourg         | Allemagne  | Alsterdorfer Sporthalle        | 7 000    |
| 7        | 10 juin 1990      | Hanovre          | Allemagne  | AWD-Arena                      | 37 000   |
| 8        | 12 juin 1990      | Berlin           | Allemagne  | Waldbühne                      | 23 000   |
| 9        | 13 juin 1990      | Dortmund         | Allemagne  | Westfalenhallen                | 14 000   |
| 10       | 14 juin 1990      | Munich           | Allemagne  | Olympiastadion                 | 58 000   |
| 11       | 16 juin 1990      | Paris            | France     | Parc des Princes               | 60 000   |
| 12       | 17 juin 1990      | Lille            | France     | Foire de Lille                 | 5 000    |
| 13       | 19 juin 1990      | Londres          | Angleterre | Wembley Arena                  | 11 195   |
| 14       | 20 juin 1990      | Londres          | Angleterre | Wembley Arena                  | 11 195   |
| 15       | 22 juin 1990      | Londres          | Angleterre | Wembley Arena                  | 11 195   |
| 16       | 23 juin 1990      | Londres          | Angleterre | Wembley Arena                  | 11 195   |
| 17       | 25 juin 1990      | Londres          | Angleterre | Wembley Arena                  | 11 195   |
| 18       | 26 juin 1990      | Londres          | Angleterre | Wembley Arena                  | 11 195   |
| 19       | 27 juin 1990      | Londres          | Angleterre | Wembley Arena                  | 11 195   |
| 20       | 29 juin 1990      | Birmingham       | Angleterre | The NEC Arena                  | 13 000   |
| 21       | 30 juin 1990      | Birmingham       | Angleterre | The NEC Arena                  | 13 000   |
| 22       | 1er juillet 1990  | Birmingham       | Angleterre | The NEC Arena                  | 13 000   |
| 23       | 3 juillet 1990    | Londres          | Angleterre | Wembley Arena                  | 11 195   |
| 24       | 4 juillet 1990    | Londres          | Angleterre | Wembley Arena                  | 11 195   |
| 25       | 7 juillet 1990    | Cork             | Irlande    | Páirc Uí Chaoimh               | 55 000   |
| 26       | 9 juillet 1990    | Londres          | Angleterre | Wembley Arena                  | 11 195   |
| 27       | 10 juillet 1990   | Londres          | Angleterre | Wembley Arena                  | 11 195   |
| 28       | 11 juillet 1990   | Londres          | Angleterre | Wembley Arena                  | 11 195   |
| 29       | 13 juillet 1990   | Birmingham       | Angleterre | The NEC Arena                  | 13 000   |
| 30       | 15 juillet 1990   | Bâle             | Suisse     | Füssballstadion St. Jakob      | 50 000   |
| 31       | 17 juillet 1990   | Rome             | Italie     | Stade Flaminio de Rome         | 13 000   |
| 32       | 18 juillet 1990   | Cava de' Tirreni | Italie     | Stadio Simonetta Lamberti      | 5 100    |
| 33       | 22 juillet 1990   | Madrid           | Espagne    | Stade Vicente Calderón         | 65 000   |
| 34       | 24 juillet 1990   | Valence          | Espagne    | Estadio de Mestalla            | 50 000   |
| 35       | 25 juillet 1990   | Barcelone        | Espagne    | Stade olympique Lluís-Companys | 65 000   |
| 36       | 27 juillet 1990   | Marbella         | Espagne    | Estadio Municipal              | 15 000   |
| 37       | 29 juillet 1990   | La Corogne       | Espagne    | Stade du Riazor                | 32 000   |
| 38       | 4 août 1990       | Werchter         | Belgique   | Festivalterrein                | 21 000   |
| 39       | 5 août 1990       | Heerenveen       | Pays-Bas   | Ijsstadion Thialf              | 12 000   |
| 40       | 6 août 1990       | Dortmund         | Allemagne  | Westfalenhallen                | 14 000   |
| 41       | 8 août 1990       | Mannheim         | Allemagne  | Maimarkthalle                  | 7 000    |
| 42       | 10 août 1990      | Göteborg         | Suède      | Scandinavium                   | 10 500   |
| 43       | 11 août 1990      | Stockholm        | Suède      | Globe Arena                    | 14 500   |
| 44       | 12 août 1990      | Stockholm        | Suède      | Globe Arena                    | 14 500   |
| 45       | 16 août 1990      | Lausanne         | Suisse     | Stade olympique de la Pontaise | 30 000   |
| 46       | 18 août 1990      | Nice             | France     | Stade Charles-Ehrmann          | 30 000   |
| 47       | 20 août 1990      | Londres          | Angleterre | Wembley Arena                  | 11 195   |
| 48       | 21 août 1990      | Manchester       | Angleterre | Maine Road Football Ground     | 32 000   |
| 49       | 22 août 1990      | Londres          | Angleterre | Wembley Arena                  | 11 195   |
| 50       | 23 août 1990      | Londres          | Angleterre | Wembley Arena                  | 11 195   |
| 51       | 24 août 1990      | Londres          | Angleterre | Wembley Arena                  | 11 195   |
| Asie     |                   |                  |            |                                |          |
| 52       | 30 août 1990      | Tōkyō            | Japon      | Tokyo Dome                     | 55,000   |
| 53       | 31 août 1990      | Tōkyō            | Japon      | Tokyo Dome                     | 55,000   |
| 54       | 2 septembre 1990  | Hyōgo            | Japon      | Koshien Stadium                | 35,000   |
| 55       | 6 septembre 1990  | Sapporo          | Japon      | Makomanai Open Stadium         | 20,000   |
| 56       | 10 septembre 1990 | Yokohama         | Japon      | Yokohama Stadium               | 45,000   |
| Amérique |                   |                  |            |                                |          |